# Bärlochsgraben
Der Bärlochsgraben ist ein heute trockener und nur noch teilweise erhaltener Kunstgraben in Straßberg und Teil des Unterharzer Teich- und Grabensystems in der Montanregion Harz. Er wurde am Anfang des 18. Jahrhunderts erbaut.

## Verlauf
Ein Grabenwärterhaus – die Zuständigkeit des Grabenwärters umfasste die Sicherstellung von Funktion und Wartung der wassertechnischen Anlagen im gesamten Glasebachtal – war in den behauenen Felsen an den Bärenlöchern (Bärlochsfelsen) eingefügt. Dort mündet der Glasebacher Rücklaufgraben, der Wasser von der Radkammer der Grube Glasebach wegführte. Direkt als Anschluss beginnt der Bärlochsgraben.
Der Graben ging zunächst weitgehend gerade in starkem Gefälle den Berg hinunter, um dann kurz vor dem heutigen Mühlenweg (Verbindung nach Silberhütte), etwas südlich der Bärlochsmühle, in Richtung Grundborn abzuknicken. Der Graben folgte nun weitgehend der Höhenlinie und mündete an einem Kunstschacht in Straßberg.

## Heutiger Zustand
Der Graben liegt komplett trocken. Nahe dem ehemaligen Grabenwärterhaus ist ein kleiner Rastplatz angelegt worden. Der Graben ist hier verfüllt und wird als Wanderweg von Straßberg zur Grube Glasebach genutzt. In Bereich des Gefälles ist der Graben noch vorhanden, der Weg am Graben ist Teil des besagten Wanderwegs. Nach dem Knick am Grundborn ist der alte Graben, unterbrochen durch Wege, im Gelände eine Zeitlang noch erkennbar. Die Stelle des ehemaligen Endes ist heute nicht mehr vollständig nachvollziehbar.